# Emese Barka
Emese Barka (Budapest, 4 de noviembre de 1989) es una deportista húngara que compite en lucha libre.
Ganó tres medallas de bronce en el Campeonato Mundial de Lucha entre los años 2013 y 2018, y cinco medallas de bronce en el Campeonato Europeo de Lucha entre los años 2007 y 2019. En los Juegos Europeos de Bakú 2015 obtuvo la medalla de oro en la categoría de 58 kg.

## Palmarés internacional
| Campeonato Mundial | Campeonato Mundial | Campeonato Mundial | Campeonato Mundial |
| Año                | Lugar              | Medalla            | Categoría          |
| ------------------ | ------------------ | ------------------ | ------------------ |
| 2013               | Budapest (Hungría) | Medalla de bronce  | 55 kg              |
| 2016               | Budapest (Hungría) | Medalla de bronce  | 60 kg              |
| 2018               | Budapest (Hungría) | Medalla de bronce  | 57 kg              |
| Juegos Europeos    |                    |                    |                    |
| Año                | Lugar              | Medalla            | Categoría          |
| 2015               | Bakú (Azerbaiyán)  | Medalla de oro     | 58 kg              |
| Campeonato Europeo |                    |                    |                    |
| Año                | Lugar              | Medalla            | Categoría          |
| 2007               | Sofía (Bulgaria)   | Medalla de bronce  | 51 kg              |
| 2013               | Tiflis (Georgia)   | Medalla de bronce  | 55 kg              |
| 2017               | Novi Sad (Serbia)  | Medalla de bronce  | 58 kg              |
| 2018               | Kaspisk (Rusia)    | Medalla de bronce  | 57 kg              |
| 2019               | Bucarest (Rumania) | Medalla de oro     | 57 kg              |